# Rada Trzech Ognisk

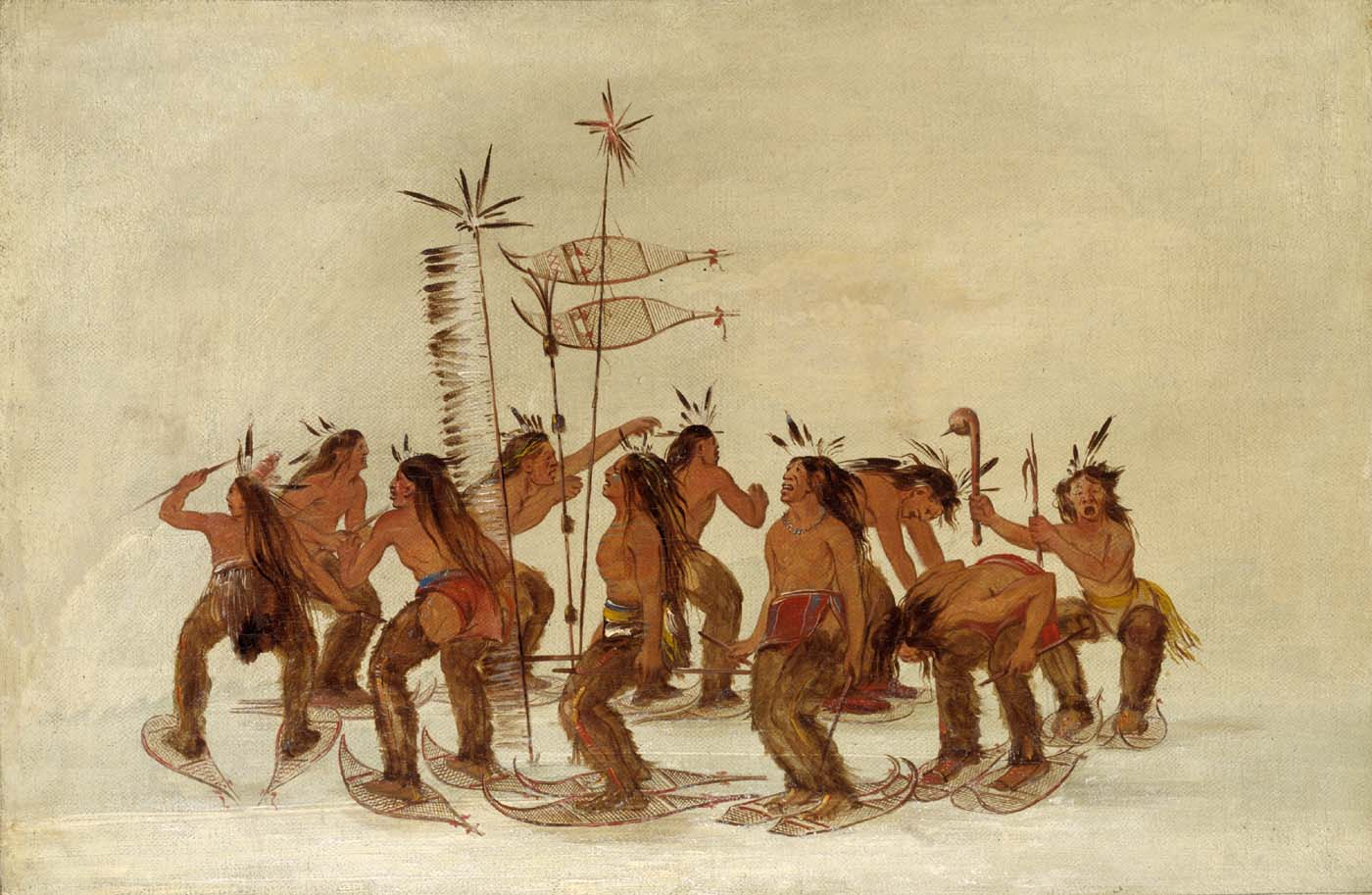
Odżibwejowie – „starsi bracia” Rady

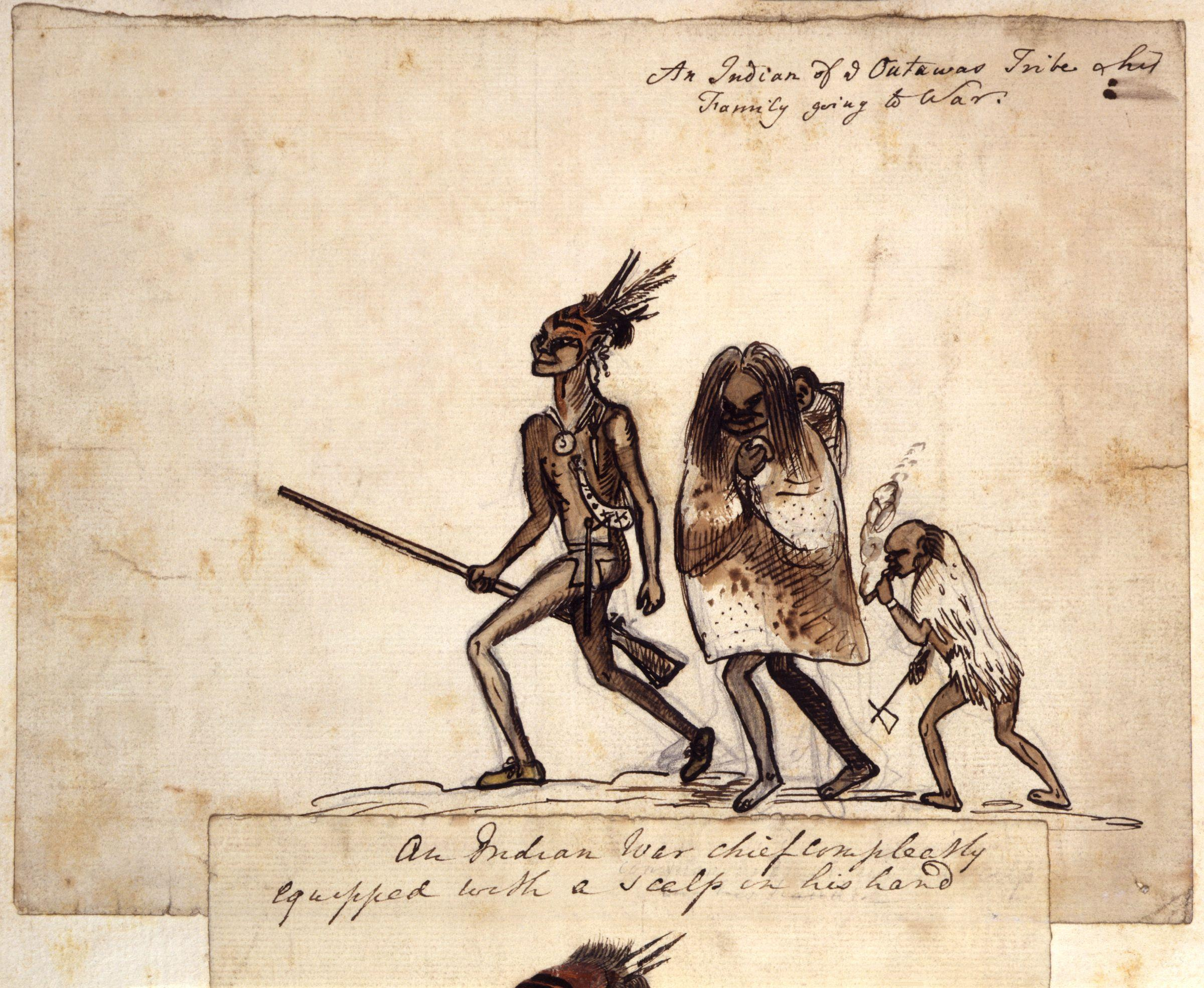
Ottawowie – „średni bracia”

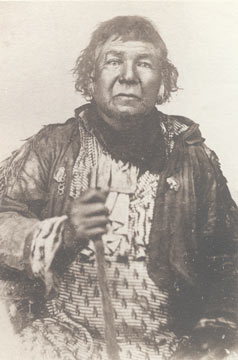
Shabbona, wódz Potawatomi – „młodszych braci”

Rada Trzech Ognisk (odż. Niswimishkodewin) – dawny sojusz polityczno-militarny plemion Indian kanadyjskich: Odżibwejów, Ottawów i Potawatomi, mówiących językami algonkiańskimi z grupy środkowoalgonkiańskich (algonkiańskich centralnych). Przymierze miało stanowić przeciwwagę wobec bitnych plemion irokeskich, które tworzyły tzw. Ligę Irokezów.

## Dzieje
Pierwotnie plemiona, które utworzyły Radę Trzech Ognisk stanowiły jeden naród lub były z sobą bardzo blisko spokrewnione. Później rozdzieliły się na trzy plemiona, wciąż ze sobą współpracujące. Według tzw. „zwojów Midewiwin” powstanie Rady datowane jest na rok 796 n.e., w miejscu zwanym Michilimackinac (okolice Cieśniny Mackinac, pomiędzy jeziorami Huron i Michigan).
Od samego początku plemiona członkowskie nazywano „starszym bratem” – Ojibwe, „średnim bratem” – Ottawów, zaś „młodszym bratem” – Potawatomi. Funkcjonowały też inne nazwy: Ojibwe byli nazywani „strażnikami wiary”, Ottawowie – „strażnikami handlu”, zaś Potawatomi – „strażnikami ognia”. Od tego ostatniego określenia (ott. boodawaadam) powstała nazwa trzeciego plemienia w j. odżibwe – Boodewaadamii i w j. potawatomi – Bodéwadmi.

## Miejsce spotkań
Wodzowie Rady Trzech Ognisk zbierali się na obrady w różnych miejscach. Kluczowym ośrodkiem decyzyjnym było jednak Michilimackinac, ponieważ było ono położone centralnie wobec terytoriów członków sojuszu. Szybko stało się swoistą „stolicą” i członkowie Rady właśnie z tego miejsca decydowali o relacjach z innymi plemionami oraz państwami, których przedstawicieli spotykali.

## Kontakty z sąsiadami
W 1776 członkowie sojuszu zdecydowali się połączyć z innymi ludami tubylczymi w Konfederację Zachodnią (zwana też Konfederacją Wielkich Jezior), pozostawiając sobie jednak pewną autonomię. Rada nawiązała i utrzymywała kontakty z plemionami:
- algonkiańskimi: Ozaagii (Saukami), Odagaamii (Lisami), Omanoominii (Menomini);
- siouańskimi: Wiinibiigo (Winebagami) i Naadawensi (Siuksami);
- irokeskimi Naadawe (Ligą irokeską);
- wyandockimi Nii'inaawi-Naadawe (Huronami);

a także z państwami kolonialnymi: Wemitigoozhi (Francją Burbonów), Zhaaganaash' (Wielką Brytanią) i postkolonialnymi – Gichi-mookomaan (Stanami Zjednoczonymi).
Plemiona skupione w radzie żyły zwykle w sposób pokojowy z sąsiadami, jednak czasem dochodziło do wojen. Najczęściej walki wybuchały z Irokezami i Siuksami. Od pojawienia się Europejczyków Rada Trzech Ognisk decydowała o politycznych i wojskowych sojuszach z nowymi sąsiadami. W czasie wojny siedmioletniej wojownicy sojuszu wspierali Francuzów przeciwko Brytyjczykom. Z kolei w czasie Wojny Małego Żółwia i brytyjsko-amerykańskiej wojny 1812 roku walczyli po stronie Brytyjczyków przeciwko Amerykanom. Poza tym, Rada zawarła dwanaście traktatów dyplomatycznych: z Wielką Brytanią (1764) i Stanami Zjednoczonymi (1789, 1795, 1805, 1807, 1808, 1815, 1816, 1817, 1821, 1825 i 1829).